# باوليت (فيرمونت)
باوليت (بالإنجليزية: Pawlet, Vermont)‏ هي بلدة تقع بولاية فيرمونت في الولايات المتحدة. تبلغ مساحتها 111.1 (كم²)، وترتفع عن سطح البحر 192 م، بلغ عدد سكانها 1477 نسمة في عام 2010 حسب إحصاء مكتب تعداد الولايات المتحدة .

## أعلام
- تشارلز إم. هوليستر
- جيمس ك. هوبكينز
- فريدريك دبليو. آدامز
- حيرام والدن

## وصلات خارجية
- http://www.pawlet.com
- The US50 - Cities and Towns in Vermont State
- Vermont Cities and Towns, Facts, Map, Flag, Colleges, Government, and More